# Benissili
Benissili és un poble valencià, que forma part del municipi de la Vall de Gallinera. El 1602 tenia 20 focs, poblats per moriscos.
Es tracta d'una petita població d'uns cinquanta habitatges, amb església dedicada a sant Pasqual Bailon i el beat Andreu Hibernon. El nucli té dos carrers, Pont i Església, el primer dels quals està separat en dos trams pel riu Gallinera, que naix prop del poble, a la font de la Mata. A més de la font de la Mata hi poden trobar la font Vella, situada al marge dret del riu Gallinera i la font del Llavador amb conducció que permet que l'aigua rage abundant al bell mig del poble. A Benissili es practica la ramaderia i el conreu d'oliveres, ametlers i cirerers, principalment. Hui en dia, també hi ha activitat dedicada al turisme rural. Té un habitatge al poble la família d'En Rafael Giner Estruch, capità músic, compositor de la molt interpretada i famosa marxa mora El Moro del Cinc. Destaca el castell de Benissili, que domina tota la Vall de Gallinera, al qual s'accedix per una senda, que s'agafa prop d'una antiga casella de peons caminers. Dalt hi ha una font i les restes d'una construcció manada fer per un personatge de Llombai que, segons es diu, era un refugiat militar alemany de la Segona Guerra Mundial.